# Liste der Baudenkmäler in Lajen
Die Liste der Baudenkmäler in Lajen (italienisch Laion) enthält die 49 als Baudenkmäler ausgewiesenen Objekte auf dem Gebiet der Gemeinde Lajen in Südtirol.
Basis ist das im Internet einsehbare offizielle Verzeichnis der Baudenkmäler in Südtirol. Dabei kann es sich beispielsweise um Sakralbauten, Wohnhäuser, Bauernhöfe und Adelsansitze handeln. Die Reihenfolge in dieser Liste orientiert sich an der Bezeichnung, alternativ ist sie auch nach der Adresse oder dem Datum der Unterschutzstellung sortierbar.

## Liste
| Foto |                 | Bezeichnung                                                                    | Standort                     | Eintragung                   | Beschreibung | Metadaten                                            |
| ---- | --------------- | ------------------------------------------------------------------------------ | ---------------------------- | ---------------------------- | --- | ---------------------------------------------------- |
| ja   | Datei hochladen | Außervelgschlir in Ried ID: 15579                                              | 46° 36′ 5″ N, 11° 32′ 39″ O  | 29. Apr. 1982 (BLR-LAB 2352) | Ländliches Wohnhaus/Bauernhof | KG: Lajen Bauparzelle: 359                           |
| ja   | Datei hochladen | Bahnhof Waidbruck ID: 50124                                                    | 46° 36′ 4″ N, 11° 31′ 58″ O  | 5. Apr. 2004 (BLR-LAB 1083)  | Bahnhof Waidbruck; die links in der Spalte Standort stehenden Koordinaten beziehen sich auf das Hauptgebäude; die Wasserstation befindet sich auf 46° 36′ 5,9″ N, 11° 31′ 59,1″ O. | KG: Lajen Bauparzelle: 379/1, 380/1                  |
| ja   | Datei hochladen | Bildstock in Albions ID: 15585                                                 | 46° 37′ 23″ N, 11° 33′ 35″ O | 29. Apr. 1982 (BLR-LAB 2352) | Bildstock | KG: Lajen Bauparzelle: 86/1 Grundparzelle: 5032      |
| ja   | Datei hochladen | Bildstock im Lajener Ried ID: 15584                                            | 46° 36′ 11″ N, 11° 32′ 52″ O | 29. Apr. 1982 (BLR-LAB 2352) | Bildstock | KG: Lajen Grundparzelle: 4556/2                      |
| ja   | Datei hochladen | Brugger in Waidbruck ID: 15577                                                 | 46° 35′ 58″ N, 11° 31′ 58″ O | 24. Juli 1950 (MD)           | Ländliches Wohnhaus/Bauernhof | KG: Lajen Bauparzelle: 348                           |
| ja   | Datei hochladen | Buchner in Ried ID: 15582                                                      | 46° 36′ 8″ N, 11° 32′ 59″ O  | 29. Apr. 1982 (BLR-LAB 2352) | Ländliches Wohnhaus/Bauernhof | KG: Lajen Bauparzelle: 362                           |
| ja   | Datei hochladen | Fonteklaus mit Rochuskapelle ID: 15540                                         | 46° 38′ 23″ N, 11° 35′ 35″ O | 24. Juli 1950 (MD)           | Ansitz | KG: Lajen Bauparzelle: 40, 41                        |
| ja   | Datei hochladen | Frühmesserhaus ID: 15556                                                       | 46° 36′ 31″ N, 11° 33′ 48″ O | 10. März 1978 (BLR-LAB 1573) | Ländliches Wohnhaus/Bauernhof | KG: Lajen Bauparzelle: 146                           |
| ja   | Datei hochladen | Gasser in Ried ID: 15580                                                       | 46° 36′ 10″ N, 11° 32′ 54″ O | 29. Apr. 1982 (BLR-LAB 2352) | Ländliches Wohnhaus/Bauernhof | KG: Lajen Bauparzelle: 360                           |
| ja   | Datei hochladen | Gasthaus Krone ID: 15559                                                       | 46° 36′ 32″ N, 11° 33′ 50″ O | 10. März 1978 (BLR-LAB 1573) | Gasthaus | KG: Lajen Bauparzelle: 155                           |
| ja   | Datei hochladen | Gasthaus Sonne ID: 15560                                                       | 46° 36′ 32″ N, 11° 33′ 54″ O | 10. März 1978 (BLR-LAB 1573) | Gasthaus | KG: Lajen Bauparzelle: 1070, 159 Grundparzelle: 2688 |
| BW   | Datei hochladen | Hatzes ID: 50621                                                               | 46° 36′ 31″ N, 11° 34′ 42″ O | 31. Juli 2018 (BLR-LAB 765)  | Bauernhof | KG: Lajen Bauparzelle: 188/1                         |
| ja   | Datei hochladen | Hofer in Albions ID: 15546                                                     | 46° 37′ 24″ N, 11° 33′ 37″ O | 25. Jan. 1985 (BLR-LAB 313)  | Ländliches Wohnhaus/Bauernhof | KG: Lajen Bauparzelle: 97                            |
| ja   | Datei hochladen | Hohenhaus ID: 15552                                                            | 46° 36′ 35″ N, 11° 33′ 53″ O | 10. März 1978 (BLR-LAB 1573) | Ländliches Wohnhaus/Bauernhof | KG: Lajen Bauparzelle: 135, 951                      |
| ja   | Datei hochladen | Huber in Albions ID: 15544                                                     | 46° 37′ 24″ N, 11° 33′ 39″ O | 29. Apr. 1982 (BLR-LAB 2352) | Ländliches Wohnhaus/Bauernhof | KG: Lajen Bauparzelle: 92                            |
| ja   | Datei hochladen | Innervogelweider in Ried ID: 15574                                             | 46° 36′ 15″ N, 11° 32′ 56″ O | 12. Nov. 1990 (BLR-LAB 6878) | Ländliches Wohnhaus/Bauernhof | KG: Lajen Bauparzelle: 337                           |
| ja   | Datei hochladen | Ischgl in Albions ID: 15547                                                    | 46° 37′ 27″ N, 11° 33′ 41″ O | 24. Juli 1950 (MD)           | Ländliches Wohnhaus/Bauernhof | KG: Lajen Bauparzelle: 102/1                         |
| ja   | Datei hochladen | Kapelle beim Gschloier ID: 15583                                               | 46° 36′ 18″ N, 11° 32′ 22″ O | 12. Nov. 1990 (BLR-LAB 6878) | Kapelle | KG: Lajen Grundparzelle: 795                         |
| ja   | Datei hochladen | Kapelle Maria Einsiedeln mit Bildstock ID: 15555                               | 46° 36′ 34″ N, 11° 34′ 0″ O  | 10. März 1978 (BLR-LAB 1573) | Kapelle | KG: Lajen Bauparzelle: 139                           |
| ja   | Datei hochladen | Kofler in Ried ID: 15571                                                       | 46° 36′ 18″ N, 11° 33′ 23″ O | 29. Apr. 1982 (BLR-LAB 2352) | Ländliches Wohnhaus/Bauernhof | KG: Lajen Bauparzelle: 321                           |
| ja   | Datei hochladen | Krenmair ID: 15563                                                             | 46° 36′ 30″ N, 11° 33′ 54″ O | 29. Apr. 1982 (BLR-LAB 2352) | Ansitz | KG: Lajen Bauparzelle: 175/3                         |
| ja   | Datei hochladen | Lusenegg ID: 15542                                                             | 46° 38′ 2″ N, 11° 34′ 6″ O   | 24. Juli 1950 (MD)           | Ansitz | KG: Lajen Bauparzelle: 46                            |
| ja   | Datei hochladen | Mair ID: 15551                                                                 | 46° 36′ 36″ N, 11° 33′ 51″ O | 10. März 1978 (BLR-LAB 1573) | Ländliches Wohnhaus/Bauernhof | KG: Lajen Bauparzelle: 134/1                         |
| ja   | Datei hochladen | Mair zu Tassis ID: 15541                                                       | 46° 38′ 5″ N, 11° 34′ 50″ O  | 29. Apr. 1982 (BLR-LAB 2352) | Ländliches Wohnhaus/Bauernhof | KG: Lajen Bauparzelle: 42/2                          |
| ja   | Datei hochladen | Mairhofer ID: 15561                                                            | 46° 36′ 33″ N, 11° 33′ 58″ O | 24. Juli 1950 (MD)           | Ansitz | KG: Lajen Bauparzelle: 161/2                         |
| ja   | Datei hochladen | Maurer ID: 15553                                                               | 46° 36′ 35″ N, 11° 33′ 55″ O | 10. März 1978 (BLR-LAB 1573) | Ländliches Wohnhaus/Bauernhof | KG: Lajen Bauparzelle: 137                           |
| ja   | Datei hochladen | Nebengebäude Ansitz Lusenegg ID: 18137                                         | 46° 38′ 2″ N, 11° 34′ 6″ O   | 4. Juli 1994 (BLR-LAB 3724)  | Ländliches Wohnhaus/Bauernhof | KG: Lajen Bauparzelle: 47                            |
| ja   | Datei hochladen | Oberbuchfelder in Ried ID: 15572                                               | 46° 36′ 9″ N, 11° 33′ 13″ O  | 29. Apr. 1982 (BLR-LAB 2352) | Ländliches Wohnhaus/Bauernhof | KG: Lajen Bauparzelle: 333                           |
| ja   | Datei hochladen | Oberfinser in Ried ID: 15576                                                   | 46° 36′ 13″ N, 11° 32′ 29″ O | 29. Apr. 1982 (BLR-LAB 2352) | Ländliches Wohnhaus/Bauernhof | KG: Lajen Bauparzelle: 343                           |
| ja   | Datei hochladen | Penn in Albions ID: 15548                                                      | 46° 37′ 28″ N, 11° 33′ 42″ O | 24. Juli 1950 (MD)           | Ländliches Wohnhaus/Bauernhof | KG: Lajen Bauparzelle: 103                           |
| ja   | Datei hochladen | Pfarrkirche St. Laurentius mit Friedhof ID: 15557                              | 46° 36′ 28″ N, 11° 33′ 48″ O | 10. März 1978 (BLR-LAB 1573) | Kirche | KG: Lajen Bauparzelle: 149 Grundparzelle: 2532       |
| ja   | Datei hochladen | Pfarrkirche St. Peter mit Friedhofskapelle und Friedhof in St. Peter ID: 15567 | 46° 36′ 9″ N, 11° 36′ 36″ O  | 29. Apr. 1982 (BLR-LAB 2352) | Kirche | KG: Lajen Bauparzelle: 228, 229 Grundparzelle: 3944  |
| ja   | Datei hochladen | Prantschur in St. Peter ID: 15566                                              | 46° 36′ 21″ N, 11° 36′ 44″ O | 12. Nov. 1990 (BLR-LAB 6878) | Ländliches Wohnhaus/Bauernhof | KG: Lajen Bauparzelle: 224                           |
| ja   | Datei hochladen | Rabans mit Maria-Schnee-Kapelle in St. Peter ID: 15568                         | 46° 36′ 2″ N, 11° 37′ 7″ O   | 31. Jan. 1980 (BLR-LAB 505)  | Ländliches Wohnhaus/Bauernhof | KG: Lajen Bauparzelle: 245, 246                      |
| ja   | Datei hochladen | Rafreid in St. Peter ID: 15569                                                 | 46° 35′ 51″ N, 11° 37′ 4″ O  | 29. Apr. 1982 (BLR-LAB 2352) | Ländliches Wohnhaus/Bauernhof | KG: Lajen Bauparzelle: 273                           |
| ja   | Datei hochladen | Schreiber ID: 15554                                                            | 46° 36′ 36″ N, 11° 33′ 56″ O | 10. März 1978 (BLR-LAB 1573) | Ländliches Wohnhaus/Bauernhof | KG: Lajen Bauparzelle: 138                           |
| ja   | Datei hochladen | St. Bartholomäus in Tanürz ID: 15565                                           | 46° 36′ 15″ N, 11° 35′ 32″ O | 29. Apr. 1982 (BLR-LAB 2352) | Kirche | KG: Lajen Bauparzelle: 206                           |
| ja   | Datei hochladen | St. Jakob und Valentin in Tschöfas ID: 15564                                   | 46° 36′ 33″ N, 11° 34′ 44″ O | 29. Apr. 1982 (BLR-LAB 2352) | Kirche | KG: Lajen Bauparzelle: 192                           |
| ja   | Datei hochladen | St. Johannes der Täufer in Freins ID: 15549                                    | 46° 37′ 51″ N, 11° 35′ 29″ O | 29. Apr. 1982 (BLR-LAB 2352) | Kirche | KG: Lajen Bauparzelle: 119                           |
| ja   | Datei hochladen | St. Katharina im Lajener Ried ID: 15575                                        | 46° 36′ 12″ N, 11° 32′ 49″ O | 12. Okt. 1987 (BLR-LAB 6180) | Kirche | KG: Lajen Bauparzelle: 342                           |
| ja   | Datei hochladen | St. Nikolaus mit Friedhof in Albions ID: 15545                                 | 46° 37′ 24″ N, 11° 33′ 40″ O | 29. Apr. 1982 (BLR-LAB 2352) | Kirche | KG: Lajen Bauparzelle: 93 Grundparzelle: 1227        |
| ja   | Datei hochladen | Tommele in Albions ID: 15543                                                   | 46° 37′ 22″ N, 11° 33′ 40″ O | 29. Apr. 1982 (BLR-LAB 2352) | Ländliches Wohnhaus/Bauernhof | KG: Lajen Bauparzelle: 80                            |
| ja   | Datei hochladen | Tschutscher ID: 15562                                                          | 46° 36′ 32″ N, 11° 34′ 1″ O  | 24. Juli 1950 (MD)           | Ländliches Wohnhaus/Bauernhof | KG: Lajen Bauparzelle: 163                           |
| ja   | Datei hochladen | Unsere Liebe Frau ID: 15558                                                    | 46° 36′ 32″ N, 11° 33′ 49″ O | 10. März 1978 (BLR-LAB 1573) | Kirche | KG: Lajen Bauparzelle: 154                           |
| ja   | Datei hochladen | Unterbuchfelder in Ried ID: 15581                                              | 46° 36′ 9″ N, 11° 32′ 56″ O  | 29. Apr. 1982 (BLR-LAB 2352) | Ländliches Wohnhaus/Bauernhof | KG: Lajen Bauparzelle: 361                           |
| ja   | Datei hochladen | Unterfinser in Ried ID: 15578                                                  | 46° 36′ 5″ N, 11° 32′ 28″ O  | 29. Apr. 1982 (BLR-LAB 2352) | Ländliches Wohnhaus/Bauernhof | KG: Lajen Bauparzelle: 356                           |
| ja   | Datei hochladen | Untertschutscher in Ried ID: 15570                                             | 46° 36′ 3″ N, 11° 34′ 59″ O  | 29. Apr. 1982 (BLR-LAB 2352) | Ländliches Wohnhaus/Bauernhof | KG: Lajen Bauparzelle: 294                           |
| ja   | Datei hochladen | Zehenter ID: 15550                                                             | 46° 36′ 34″ N, 11° 33′ 51″ O | 10. März 1978 (BLR-LAB 1573) | Ländliches Wohnhaus/Bauernhof | KG: Lajen Bauparzelle: 133                           |
| ja   | Datei hochladen | Zoi in Ried ID: 15573                                                          | 46° 36′ 5″ N, 11° 33′ 14″ O  | 29. Apr. 1982 (BLR-LAB 2352) | Ländliches Wohnhaus/Bauernhof | KG: Lajen Bauparzelle: 336                           |

Falls bei einem Baudenkmal keine Koordinaten bekannt sind, werden ersatzweise die Katasterdaten zum Zeitpunkt der Unterschutzstellung angegeben. Diese sind weder offiziell noch zwingend aktuell.
Die vom Landesdenkmalamt übernommenen Adressen können veraltet sein.
| Foto:   | Fotografie des Denkmals. Klicken des Fotos erzeugt eine vergrößerte Ansicht. Daneben finden sich zwei Symbole: |
| ID      | Identifikator beim Südtiroler Landesdenkmalamt                                                                 |
| KG      | Katastralgemeinde                                                                                              |
| MD      | Ministerialdekret                                                                                              |
| BLR-LAB | Beschluss der Landesregierung – Landesausschussbeschluss                                                       |